# Havenlicht van Hoedekenskerke
Het sectorlicht van Hoedekenskerke, gelegen aan de Westerschelde, werd in 1914 gebouwd. Het is een sectorlicht en vervult geen functie als havenlicht. In 1997 kreeg de dorpsraad van Hoedekenskerke dit vuurtorentje in beheer, dat daarvoor onder het Belgische toezicht op de Scheldevaart viel. In 1998 werd het door de gemeente Borsele erkend als gemeentelijk monument. Voor enige tijd is het havenlicht toen echter niet meer gebruikt als lichtbaken. In 2004 is het echter door de dorpsraad weer overgedragen aan Rijkswaterstaat, die het opnieuw in gebruik nam. Voorheen was het torentje rood met een witte band. Tegenwoordig is de toren geheel wit geschilderd. In 2023 zijn werkzaamheden gestart voor groot onderhoud, waarbij ook de oorspronkelijke kleuring weer wordt teruggebracht.
Het licht markeert de veilige en onveilige zones in de vaargeul Middelgat.